# 2018 en Islande
Chronologie de l'Islande
- 2014
- 2015
- 2016
- 2017
- 2018
- 2019
- 2020
- 2021
- 2022

Cet article présente les faits marquants de l'année 2018 en Islande ou relatifs à l'Islande. 

## Gouvernement
- Président : Guðni Th. Jóhannesson
- Premier ministre : Katrín Jakobsdóttir

## Événements

### Janvier
- 1er janvier : entrée en vigueur de la loi sur l'égalité des salaires entre hommes et femmes. Toute entreprise de plus de 250 employés qui contrevient à la loi risque une forte amende. Une première mondiale[1].

### Septembre
- 27 septembre : 44 ans après les disparitions de Guðmundur et Geirfinnur, la Cour suprême acquitte cinq des six suspects condamnés à l'époque de l'affaire.

## Culture

### Cinéma
- Edda Awards :
  - Prix du « meilleur film » pour Under the tree (Undir trénu) de Hafsteinn Gunnar Sigurðsson[2]
  - Prix du « meilleur réalisateur » pour Hafsteinn Gunnar Sigurðsson
  - Prix de la « meilleure actrice » pour Edda Björgvinsdóttir (en)

### Littérature
- Prix de littérature islandaise :
  - Œuvre de fiction : Hallgrímur Helgason pour Sextíu kíló af sólskini
  - Publications générales spécialisées : Hörður Kristinsson, Jón Baldur Hlíðberg et Þóra Ellen Þórhallsdóttir pour Flóra Íslands
  - Littérature jeunesse : Sigrún Eldjárn (is) pour Silfurlykillinn
- Grand prix du Conseil nordique décerné à Auður Ava Ólafsdóttir pour Ör.

## Sport

### Football
- Prix de « sportive de l’année en Islande » pour Sara Björk Gunnarsdóttir[3].